# Anisodes maculata
Anisodes maculata är en fjärilsart som beskrevs av Louis Beethoven Prout 1936. Anisodes maculata ingår i släktet Anisodes och familjen mätare. Inga underarter finns listade i Catalogue of Life.